# 23 mars 1993
Le mardi 23 mars 1993 est le 82e jour de l'année 1993.

## Naissances
- Adjoua Triphène Kouamé, athlète ivoirienne
- Ambre Grouwels, acteur belge
- Cédric Tchouta, coureur cycliste gabonais
- Curtis Good, joueur australien de football
- Dimitri Foulquier, joueur français de football
- Dmitrij Jaškin, joueur professionnel tchéco-russe de hockey sur glace
- Hendra Bayauw, joueur international indonésien de football
- Kévin Koubemba, joueur congolais de football
- Laurent Brossoit, joueur canadien de hockey sur glace
- Lee Hyun-woo, acteur sud-coréen
- Mana Sakura, idole et actrice de films pornographiques japonaise
- Marjolaine Hecquet, céiste française pratiquant la descente
- Quinn Cook, joueur de basket-ball américain
- Roberto Carballés Baena, joueur de tennis espagnol
- Salomon Nirisarike, joueur de football rwandais
- Sergio Rochet, joueur de football uruguayen
- Takumi Saitō, athlète japonais
- Tomáš Hyka, joueur professionnel tchèque de hockey sur glace

## Décès
- Denis Parsons Burkitt (né le 28 février 1911), chirurgien britannique, connu notamment pour ses travaux sur le lymphome de Burkitt
- Hans Werner Richter (né le 12 novembre 1908), écrivain allemand
- Ievdokia Nikoulina (née le 8 novembre 1917), aviatrice soviétique pendant la Seconde Guerre mondiale, distinguée par le titre d'héroïne de l'Union soviétique
- Kōjirō Serizawa (né le 4 mai 1897), écrivain et romancier japonais
- Tim Crews (né le 3 avril 1961), joueur américain de baseball

## Événements
- Découverte des astéroïdes : (10806) Mexico, (20044) Vitoux, (21130) 1993 FN et (6142) Tantawi
- Sortie de l'album de Frank Zappa, Ahead of Their Time
- Sortie du jeu vidéo Chi Chi's Pro Challenge Golf
- Sortie du jeu vidéo Kirby's Adventure